# Lotto Cycling Cup 2023
De Lotto Cycling Cup is de zevende editie van dit regelmatigheidscriterium.

## Mannen

### Uitslagen
| Datum        | Wedstrijd                                        | Winnaar           | Tweede            | Derde              | Leider puntenklassement |
| ------------ | ------------------------------------------------ | ----------------- | ----------------- | ------------------ | ----------------------- |
| 28 februari  | GP Le Samyn (uitslag)                            | Milan Menten      | Hugo Hofstetter   | Edward Theuns      | Milan Menten            |
| 5 maart      | Grote Prijs Jean-Pierre Monseré (uitslag)        | Gerben Thijssen   | Caleb Ewan        | Sam Welsford       | Hugo Hofstetter         |
| 18 mei       | Circuit de Wallonie (uitslag)                    | Jordi Meeus       | Lionel Taminiaux  | Timo Kielich       | Milan Menten            |
| 20 mei       | Veenendaal-Veenendaal Classic (uitslag)          | Dylan Groenewegen | Arvid de Kleijn   | Sam Welsford       | Milan Menten            |
| 21 mei       | Antwerp Port Epic (uitslag)                      | Dries De Bondt    | Quinten Hermans   | Timo Kielich       | Milan Menten            |
| 27 mei       | Grote Prijs Marcel Kint (uitslag)                | Caleb Ewan        | Tim Merlier       | Gerben Thijssen    | Caleb Ewan              |
| 10 juni      | Dwars door het Hageland (uitslag)                | Rasmus Tiller     | Stan Van Tricht   | Florian Vermeersch | Caleb Ewan              |
| 11 juni      | Elfstedenronde (uitslag)                         | Jasper Philipsen  | Caleb Ewan        | Fabio Jakobsen     | Caleb Ewan              |
| 15 augustus  | Tour of Leuven - Memorial Jef Scherens (uitslag) | Arnaud De Lie     | Stan Van Tricht   | Axel Laurance      | Caleb Ewan              |
| 15 september | Kampioenschap van Vlaanderen (uitslag)           | Jasper Philipsen  | Dylan Groenewegen | Fabio Jakobsen     | Caleb Ewan              |